# Sebastian Doniach
Sebastian Doniach (* 25. Januar 1934 in Paris) ist ein britisch-US-amerikanischer theoretischer Festkörperphysiker und Biophysiker.  
Sebastian Doniach ist der Sohn der Immunologin Deborah Doniach. Er studierte an der Universität Cambridge (Christ`s College) mit dem Bachelor-Abschluss 1954 und wurde 1958 bei Herbert Fröhlich an der Universität Liverpool promoviert. Anschließend war er bis 1960 ICI Fellow an der University of Liverpool. 1960 wurde er Lecturer am Queen Mary College in London und 1967 bis 1969 war er Reader am Imperial College London. 1967/68 war er Research Associate an der Harvard University. Er wurde 1969 Professor an der Stanford University. 
1963 war er Gastwissenschaftler am CERN, 1966 bis 1969 Berater am Atomic Energy Research Establishment in Harwell,  und 1967, 1970 und 1971 Berater der Bell Laboratories. 1975 bis 1976, 1978, 1982 und 1985 war er assoziierter Gastprofessor an der Universität Paris und ab 1978 JSPS-Gastprofessor an der Universität Tokio. 1985 und 1987 war er Gastwissenschaftler am CEA in Saclay, 1987 bis 1991 war er Gastwissenschaftler am Los Alamos National Laboratory. 
Er war einer der Gründer des Stanford Synchrotron Radiation Laboratory (SSRL) und 1973 bis 1978 dessen erster Direktor. Doniach selbst benutzte die SSRL und die Advanced Photon Source des Argonne National Laboratory für die Untersuchung der Strukturen und Dynamik von Proteinen, RNA und DNA.
Er ist einer der Urheber des Lawrence-Doniach-Modells geschichteter Supraleiter. Von ihm stammt ein Lehrbuch der quantenmechanischen Vielteilchentheorie.
2018 erhielt er den John Bardeen Prize für Pionierarbeit über mit Josephsonübergängen gekoppelte Arrays, geschichtete Supraleiter, Quantenfluktuationen in Supraleitern und die Möglichkeit eines Supraleiter-Isolator-Übergangs (Laudatio).
Er ist seit 1955 verheiratet und hat vier Kinder.

## Schriften (Auswahl)
- mit Jan Lipfert, Rhiju Das, Daniel Herschlag: Understanding nucleic acid–ion interactions, 2014, Annual review of biochemistry, Band 83 online
- mit Jan Lipfert: Small and wide angle X-ray scattering from biological macromolecules and their complexes in solution, 2012, Comprehensive Biophysics-Volume 1: Biophysical Techniques for Structural Characterization of Macromolecules, Elsevier, S. 376–397
- mit Jan Lipfert: Small-angle X-ray scattering from RNA, proteins, and protein complexes, 2007, Annu. Rev. Biophys. Biomol. Struct., Band 36 online
- mit E. H. Sondheimer: Green's Functions for Solid State Physicists, Imperial College Press, 1974, 1998